# Lecho nupcial
Se llama lecho nupcial a la cama en la que yacen los novios tras haberse celebrado la boda. 
En Grecia el paraninfo era el encargado de la guardia del lecho nupcial. Era este una especie de ministro que en las bodas presidía la función y arreglaba el festín. 
Entre los romanos, esta cama era armada y aderezada por la nueva esposa en una habitación situada a la entrada de la casa, que se hallaba adornada con los retratos de los ascendientes del esposo. Se miraba con el mayor respeto el lecho nupcial y se guardaba durante la vida de la mujer que la había armado, y si el marido pasaba a segundas nupcias, no podía servirse de aquella cama sino que le era preciso hacer armar otra por la nueva esposa.
Generalmente, se cantaba un epitalamio a la puerta de la habitación de los novios por coros de jóvenes y doncellas acompañados de flautas u otros instrumentos suaves y armoniosos. El lecho nupcial era consagrado al genio, a causa de su relación con la engendración y la propia cama era llamada lectus genialis. 